# Aspirador nasal

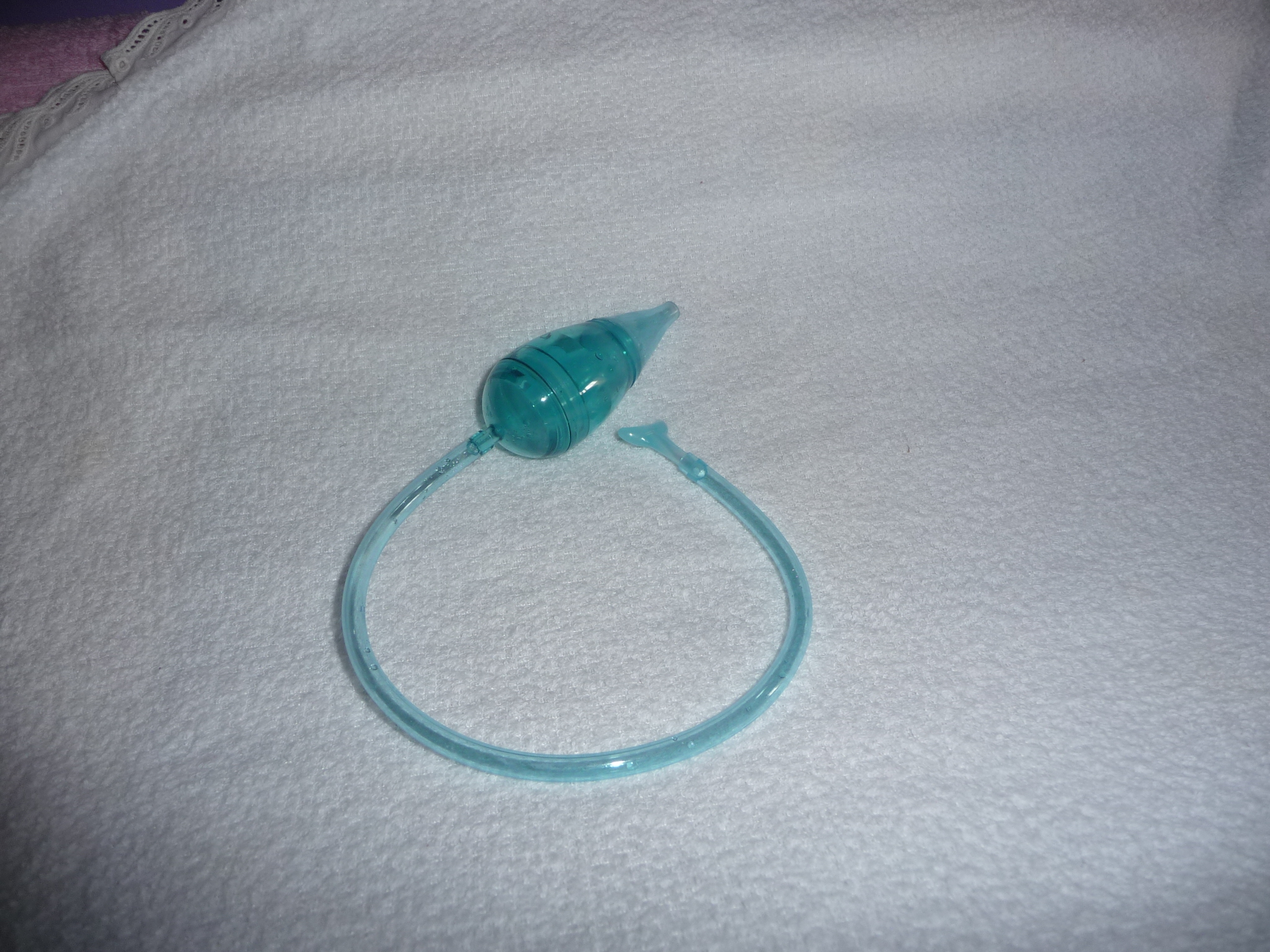
bomba nasal que funciona inhalant

Un aspirador nasal (o bomba nasal) és un instrument per a extreure mucositat o petits objectes dels orificis nasals.

## Ús

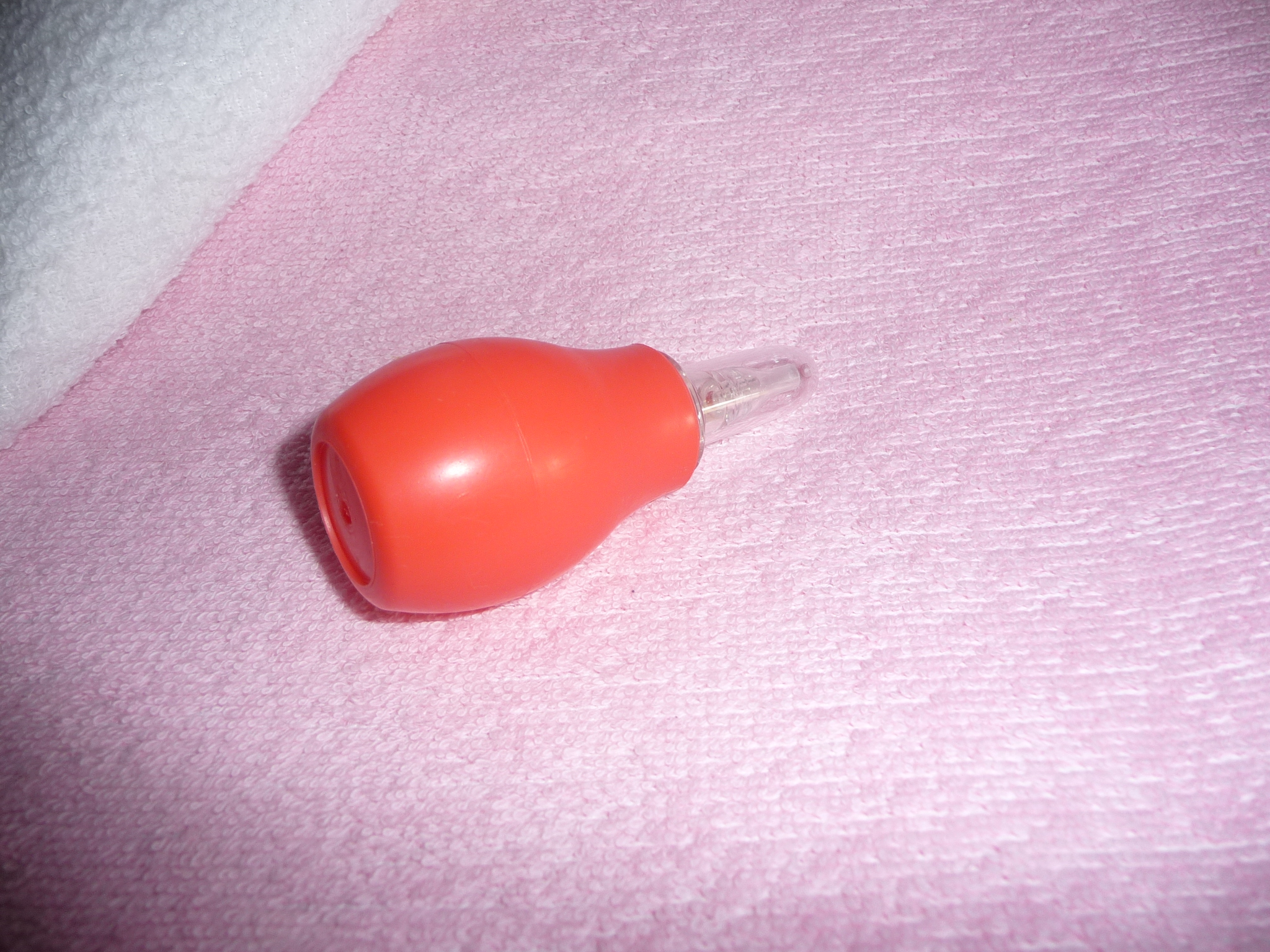
Pera de goma amb bomba d'aire

El seu ús és molt comú en nounats que no són capaços d'expulsar la mucositat per si mateixos.